# Sarychat-Ertash-Naturreservat

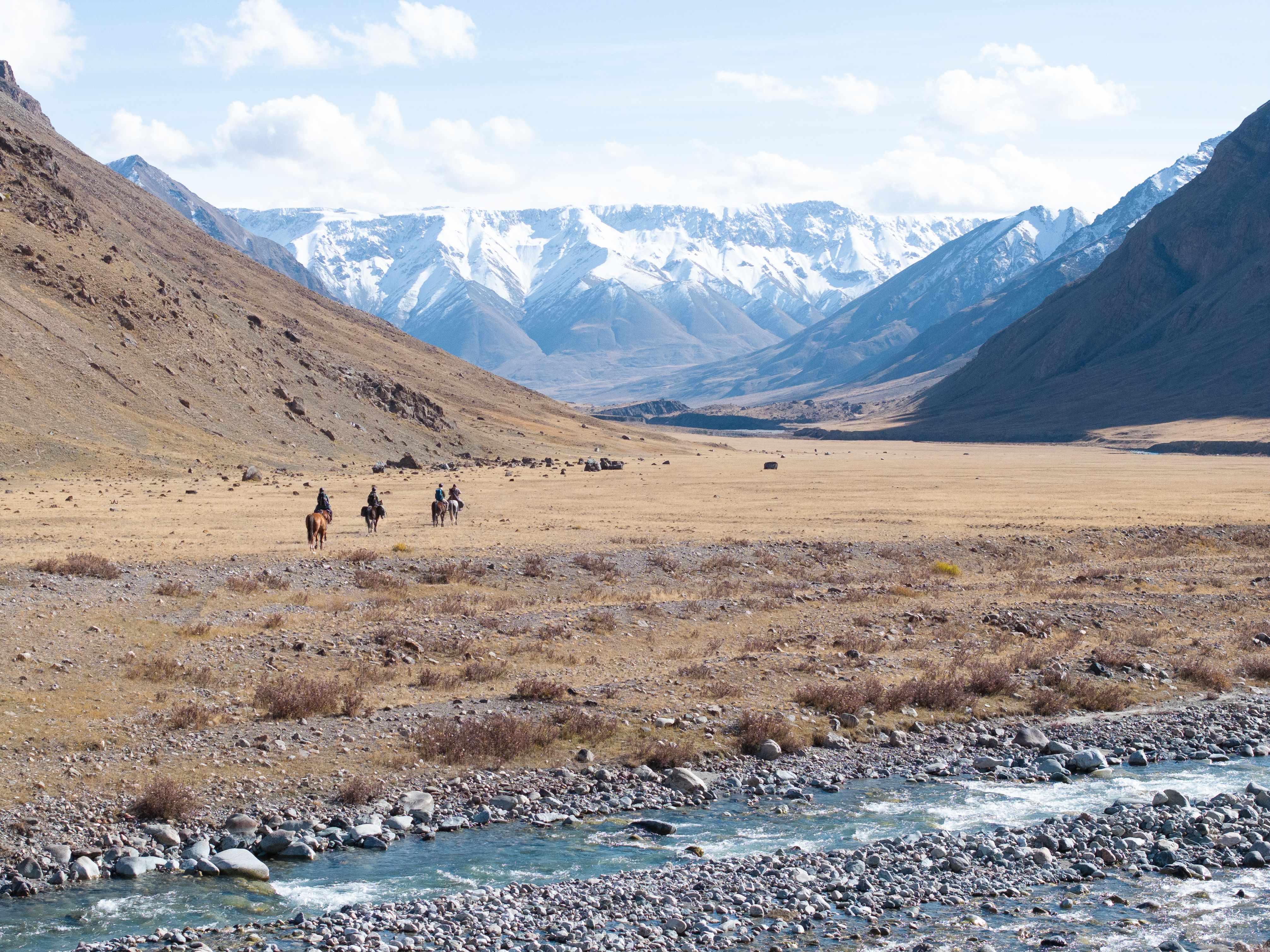
Im Sarychat-Ertash-Naturreservat (2023)

Das Sarychat-Ertash-Naturreservat ist ein Naturschutzgebiet im Oblus Yssyk-Köl in Kirgistan. Es liegt südlich des Issyk-Kul-Sees im Tien-shan-Gebirge und umfasst eine Fläche von 720 Quadratkilometern. Das Reservat ist Teil des Issyk-Kul-Biosphärenreservates.
Das Reservat wurde vorwiegend zum Schutz des bedrohten Schneeleoparden und des Argali eingerichtet. Weitere Großtiere, die im Schutzgebiet nachweislich vorkommen sind der Sibirische Steinbock und der Braunbär.  Kleinere Säugetierarten, die  im Reservat ebenfalls mit Kamerafallen nachgewiesen werden konnten, sind Rotfuchs, Tolai-Hase und Graues Murmeltier. Im Zuge einer Studie im Jahr 2005 wurden Argalis, Steinböcke und Murmeltiere mit Abstand am häufigsten mit Kamerafallen aufgenommen. Im Gebiet leben des Weiteren Manuls, Steinmarder, Eurasische Luchse, Dachse, Wildschweine und Wölfe. Das Reservat ist streng geschützt und von jeglicher Nutzung, einschließlich des Tourismus, ausgenommen. Etwa 80 km südöstlich des Reservats, nahe der chinesischen Grenze, liegt das Jangart-Jagdreservat, in dem geregelte Jagd erlaubt ist.